# 바이외 태피스트리

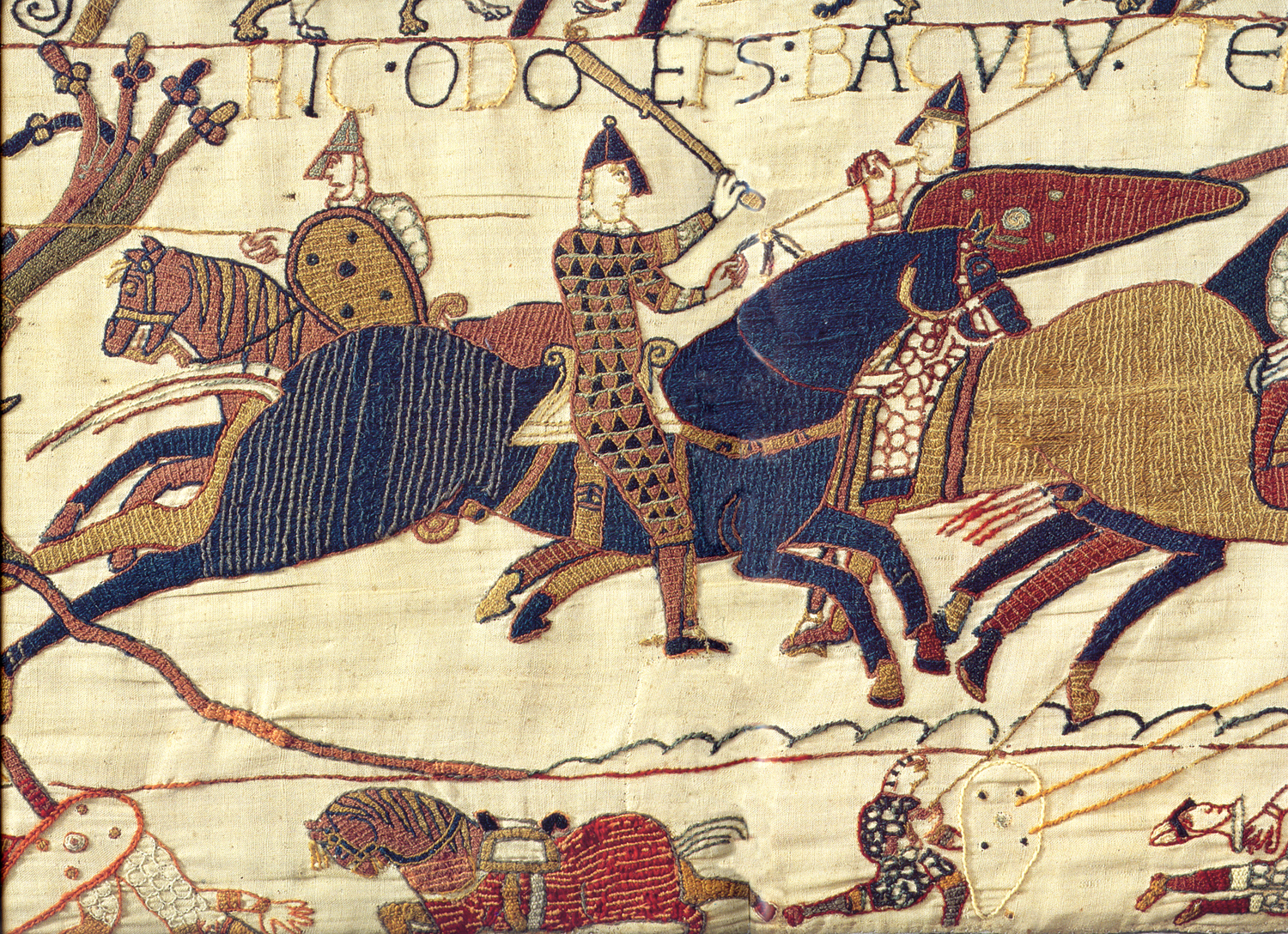
바이외 태피스트리의 일부. 1066년 헤이스팅스 전투에서 바이외 주교 오도가 윌리엄의 군을 따라 서있는 모습을 나타냈다.

바이외 태피스트리(영어: Bayeux Tapestry, 프랑스어: Tapisserie de Bayeux, 라틴어: Tapete Baiocense)는 중세에 제작된 자수 작품이다. 폭 50cm에 길이 70m라는 거대한 규모의 작품으로, 노르만의 잉글랜드 정복을 이끈 정복왕 윌리엄이 헤이스팅스 전투에서 잉글랜드의 해럴드 국왕과 전투를 벌이기까지의 일련의 과정을 담아내고 있다. 2007년에는 프랑스의 유네스코 세계기록유산으로 지정되었으며, 현재 프랑스 바이외의 바이외 태피스트리 박물관에 소장되어 있다.

## 배경

### 역사적 배경
바이외 태피스트리는 잉글랜드의 에드워드 참회왕이 자식이 없어 윌리엄 공작에게 왕위를 물려주기 위해 프랑스의 노르망디로 해럴드를 보낸 1064년부터 헤이스팅스 전투가 벌어진 1066년 10월 14일까지의 사건들을 묘사하고 있다. 1066년 1월 에드워드는 해럴드에게 왕위를 물려준다는 유언을 남기고 세상을 떠났고, 헤럴드는 잉글랜드의 국왕이 되었다. 이후 윌리엄 공작은 군사를 모아 잉글랜드를 침략, 헤이스팅스 전투에서 헤럴드와 그의 군대를 꺾었다.
바이외 태피스트리 자체는 윌리엄의 배다른 형제였던 바이외의 주교 오도 (Odo)의 주문으로 바이외 수녀들이 1066년부터 1077년 사이에 잉글랜드 남부에서 만든 것으로 추정된다.

### 특징

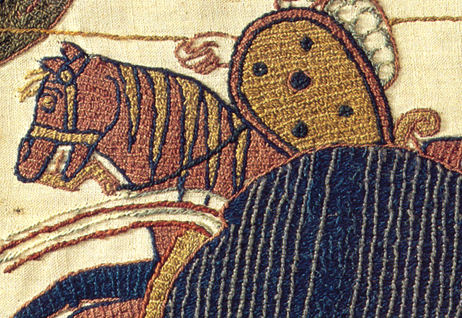
바이외 태피스트리의 스템 스티치

바이외 태피스트리는 특유의 삽회 배치를 통해 이야기를 진행하는 방식이 현대의 만화나 스토리보드를 연상시키며, 이야기 구조 자체는 앵글로색슨의 성경 필사본 그림과 닮았다. 작품의 목적은 이야기를 그대로 전달하는 데 있지만, 보는 사람으로 하여금 침략을 정당화시키고 윌리엄을 찬양하려는 역할도 하고 있다.
바이외 태피스트리는 길이는 다르지만 폭은 모두 동일한 아홉 개의 얇은 린넨 천을 이어붙여 만들어졌다. 바이외 태피스트리에서 사용된 그림과 문자 배치, 이야기의 전달 방식, 동물 삽화를 넣었다는 점 등은 당대 북유럽의 로마네스크 양식을 전형적으로 보여주는 사례이다. 바이외 태피스트리에는 갈색, 베이지색, 녹색, 남색, 노란색 등의 색채가 들어갔지만, 이는 실물과는 관계 없이 제작 당시에 사용이 가능했던 염료색이었다.
자수 바느질 방법은 다양하게 사용했다. 인물의 윤곽선은 스템 스티치를 썼고 그 속은 카우칭 스티치로 메워놓았다. 빛과 그림자는 색실을 체인과 스플릿 스티치로 바느질하여 표현하였으며, 동시에 문자와 창, 화살 등의 물건이 돌출되어 보이도록 하는 효과를 내었다.

## 참고 문헌
- 스티븐 파딩 외. 《This is Art》 (2011). 하지은·이사빈·이승빈 옮김.  마로니에북스. 110-111p.